# XOXO (album)
XOXO là album phòng thu thứ nhất của nhóm nhạc nam Hàn-Trung Quốc EXO, được SM Entertainment phát hành vào ngày 3 tháng 6 năm 2013 với hai phiên bản tiếng Hàn và tiếng Trung. Phiên bản phát hành lại của album với tên gọi Growl được phát hành vào ngày 5 tháng 8 năm 2013. XOXO đã giành chiến thắng ở hạng mục Album của năm tại lễ trao giải Mnet Asian Music Awards lần thứ 15, đồng thời là album bán chạy nhất tại Hàn Quốc kể từ năm 2001.

## Phát hành
XOXO được giới thiệu mang phong cách mới hiện đại, phóng khoáng và trẻ trung với hình tượng các cậu nam sinh nghịch ngợm. SM Entertainment bất ngờ tung những hình ảnh đầu tiên về sự trở lại của EXO vào đêm ngày 16 tháng 5 năm 2013 và những ngày tiếp theo sau đó..
Tiếp đó, theo SM Entertainment giới thiệu vào ngày 20 tháng 5 năm 2013 trên trang Facebook của mình về album đầu tay của EXO như sau: "Album đầu tay của EXO - XOXO bao gồm 10 bài hát sẽ được phát hành vào ngày 3 tháng 6 năm 2013, bao gồm bản đầy đủ của 2 ca khúc "Baby, Don't Cry", và "My Lady", trở thành những ca khúc mở đầu cho đợt quảng bá album này!"
XOXO bao gồm 2 phiên bản:
- XOXO (Kiss Version) (của EXO-K): gồm các ca khúc bằng tiếng Hàn.
- XOXO (Hug Version) (của EXO-M): gồm các ca khúc bằng tiếng Quan Thoại.

Tháng 7 năm 2013, phiên bản phát hành lại của XOXO với tên gọi Growl được ra mắt. Phiên bản này được bổ sung ba bài hát mới, bao gồm bài hát chủ đề cùng tên.

## Quảng bá
Để chuẩn bị cho chiến dịch quảng bá cho XOXO, SM Entertainment đã kết hợp cùng tạp chí thời trang CéCi Hàn Quốc quảng bá hình ảnh mới của EXO trên số phát hành tháng 6/2013; và chính thức đưa EXO vào danh sách các nghệ sĩ tham gia mạng xã hội di động LINE của Naver ngày 22 tháng 5 năm 2013.
Theo kế hoạch, sự trở lại sân khấu âm nhạc đầu tiên tại Hàn Quốc được diễn ra tại chương trình M! Countdown của Đài truyền hình Mnet vào ngày 30 tháng 5 năm 2013 với sự tham gia của cả EXO-K và EXO-M; tại Trung Quốc diễn ra tại chương trình tạp kỹ Happy Camp của Đài truyền hình Hồ Nam ngày 4 tháng 6 năm 2013.
Sau tuần công diễn đầu tiên, ngày 3 tháng 6 năm 2013, EXO đã tổ chức gặp mặt hơn 2000 người hâm mộ tại một công viên gần địa điểm quay sân khấu trở lại tại chương trình Inkigayo của Đài truyền hình SBS.
XOXO nhận được lượng đơn hàng đặt trước trên 300.000 bản và đạt thứ hạng cao nhất ở vị trí thứ nhất trên bảng xếp hạng World Albums của Billboard. Đến tháng 12 năm 2013, tất cả các phiên bản của album đã đạt doanh số tổng cộng trên 1.070.000 bản, giúp XOXO trở thành album bán chạy nhất tại Hàn Quốc trong năm 2013 cũng như trong vòng 12 năm kể từ năm 2001.

## Danh sách bài hát
| XOXO – Phiên bản tiếng Hàn | XOXO – Phiên bản tiếng Hàn                                                | XOXO – Phiên bản tiếng Hàn   | XOXO – Phiên bản tiếng Hàn                                                                                   | XOXO – Phiên bản tiếng Hàn |
| STT                        | Nhan đề                                                                   | Phổ lời                      | Phổ nhạc | Thời lượng                 |
| -------------------------- | ------------------------------------------------------------------------- | ---------------------------- | --- | -------------------------- |
| 1.                         | "Wolf" (늑대와 미녀)                                                      | Kenzie                       | Kenzie, Will Simms, Nermin Harambašić                                                                        | 3:52                       |
| 2.                         | "Baby Don't Cry" (인어의 눈물; trình bày: Suho, Baekhyun, Chanyeol, D.O.) | Cho Yoon-kyung               | Kim Tae-sung, Im Kwang-wook, Andrew Choi, Kalle Engstrom                                                     | 3:55                       |
| 3.                         | "Black Pearl"                                                             | Seo Ji-eum                   | DK, 2xxx!, JJ Evans, Hyuk Shin (Joombas), Deanfluenza, Jasmine Kearse, Brittani Marthena White               | 3:08                       |
| 4.                         | "Don't Go" (나비소녀)                                                     | Seo Ji-eum                   | DK, Hyuk Shin (Joombas), John Major, Jordan Kyle, Jeffrey Patrick Lewis                                      | 3:36                       |
| 5.                         | "Let out the Beast"                                                       | Lee Hyun-kyu                 | Jay J. Kim, Robert Peters, Spencer Yaras, Taeko Carroll, Charles Wiggins, Chris Lightbody, Robert Steinmille | 3:27                       |
| 6.                         | "3.6.5"                                                                   | Cho Yoon-kyung, Didrik Thott | Hayden Bell, Christian Fast, Henrik Nordenback                                                               | 3:07                       |
| 7.                         | "Heart Attack"                                                            | Misfit                       | MGI, GoodWill                                                                                                | 3:39                       |
| 8.                         | "Peter Pan" (피터팬)                                                      | Hong Ji-yu                   | Kibwe Luke, Ryan S. Jhun, Denzil Remedios                                                                    | 3:56                       |
| 9.                         | "Baby"                                                                    | Kenzie                       | Kim Jung-bae, Kenzie                                                                                         | 4:00                       |
| 10.                        | "My Lady"                                                                 | Kim Boo-min                  | Hitchhiker                                                                                                   | 3:33                       |
| 11.                        | "Wolf" (늑대와 미녀; phiên bản Exo-K)                                     | Kenzie                       | Kenzie, Will Simms, Nermin Harambašić                                                                        | 3:52                       |
| 12.                        | "Wolf" (狼与美女; phiên bản tiếng Trung)                                  | Zhou Weijie                  | Kenzie, Will Simms, Nermin Harambašić                                                                        | 3:52                       |
| Tổng thời lượng:           | Tổng thời lượng:                                                          | Tổng thời lượng:             | Tổng thời lượng:                                                                                             | 43:41                      |

| XOXO – Phiên bản tiếng Trung | XOXO – Phiên bản tiếng Trung              | XOXO – Phiên bản tiếng Trung | XOXO – Phiên bản tiếng Trung                                                                                 | XOXO – Phiên bản tiếng Trung |
| STT                          | Nhan đề                                   | Phổ lời                      | Phổ nhạc | Thời lượng                   |
| ---------------------------- | ----------------------------------------- | ---------------------------- | --- | ---------------------------- |
| 1.                           | "Wolf" (狼与美女)                         | Zhou Weijie                  | Kenzie, Will Simms, Nermin Harambašić                                                                        | 3:52                         |
| 2.                           | "Baby Don't Cry" (人鱼的眼泪)             | Wang Yajun                   | Kim Tae-sung, Im Kwang-wook, Andrew Choi, Kalle Engstrom                                                     | 3:55                         |
| 3.                           | "Black Pearl"                             | Liu Yuan                     | DK, 2xxx!, JJ Evans, Hyuk Shin (Joombas), Deanfluenza, Jasmine Kearse, Brittani Marthena White               | 3:08                         |
| 4.                           | "Don't Go" (蝴蝶少女)                     | Wang Yajun                   | DK, Hyuk Shin (Joombas), John Major, Jordan Kyle, Jeffrey Patrick Lewis                                      | 3:36                         |
| 5.                           | "Let out the Beast"                       | T-Crash                      | Jay J. Kim, Robert Peters, Spencer Yaras, Taeko Carroll, Charles Wiggins, Chris Lightbody, Robert Steinmille | 3:27                         |
| 6.                           | "3.6.5"                                   | Wang Yajun                   | Hayden Bell, Christian Fast, Henrik Nordenback                                                               | 3:07                         |
| 7.                           | "Heart Attack"                            | Zhou Weijie                  | MGI, GoodWill                                                                                                | 3:39                         |
| 8.                           | "Peter Pan" (彼得潘)                      | Liu Yuan                     | Kibwe Luke, Ryan S. Jhun, Denzil Remedios                                                                    | 3:56                         |
| 9.                           | "Baby" (第一步)                           | Liu Yuan                     | Kim Jung-bae, Kenzie                                                                                         | 4:00                         |
| 10.                          | "My Lady"                                 | Liu Yuan                     | Hitchhiker                                                                                                   | 3:33                         |
| 11.                          | "Wolf" (狼与美女; phiên bản Exo-M)        | Zhou Weijie                  | Kenzie, Will Simms, Nermin Harambašić                                                                        | 3:52                         |
| 12.                          | "Wolf" (늑대와 미녀; phiên bản tiếng Hàn) | Kenzie                       | Kenzie, Will Simms, Nermin Harambašić                                                                        | 3:52                         |
| Tổng thời lượng:             | Tổng thời lượng:                          | Tổng thời lượng:             | Tổng thời lượng:                                                                                             | 43:41                        |

| Growl – Phiên bản tiếng Hàn | Growl – Phiên bản tiếng Hàn                                               | Growl – Phiên bản tiếng Hàn  | Growl – Phiên bản tiếng Hàn                                                                                  | Growl – Phiên bản tiếng Hàn |
| STT                         | Nhan đề                                                                   | Phổ lời                      | Phổ nhạc | Thời lượng                  |
| --------------------------- | ------------------------------------------------------------------------- | ---------------------------- | --- | --------------------------- |
| 1.                          | "Growl" (으르렁)                                                          | Seo Ji-eum                   | Hyuk Shin (Joombas), DK, Jordan Kyle, Jason Jonathan, John Major, Jarah Gibson                               | 3:29                        |
| 2.                          | "Wolf" (늑대와 미녀)                                                      | Kenzie                       | Kenzie, Will Simms, Nermin Harambašić                                                                        | 3:52                        |
| 3.                          | "XOXO"                                                                    | Misfit                       | Steven Lee, Goldfingerz, Jimmy Richard                                                                       | 3:08                        |
| 4.                          | "Lucky"                                                                   | Kim Eana                     | E.One | 3:25                        |
| 5.                          | "Baby Don't Cry" (인어의 눈물; trình bày: Suho, Baekhyun, Chanyeol, D.O.) | Cho Yoon-kyung               | Kim Tae-sung, Im Kwang-wook, Andrew Choi, Kalle Engstrom                                                     | 3:55                        |
| 6.                          | "Black Pearl"                                                             | Seo Ji-eum                   | DK, 2xxx!, JJ Evans, Hyuk Shin (Joombas), Deanfluenza, Jasmine Kearse, Brittani Marthena White               | 3:08                        |
| 7.                          | "Don't Go" (나비소녀)                                                     | Seo Ji-eum                   | DK, Hyuk Shin (Joombas), John Major, Jordan Kyle, Jeffrey Patrick Lewis                                      | 3:36                        |
| 8.                          | "Let out the Beast"                                                       | Lee Hyun-kyu                 | Jay J. Kim, Robert Peters, Spencer Yaras, Taeko Carroll, Charles Wiggins, Chris Lightbody, Robert Steinmille | 3:27                        |
| 9.                          | "3.6.5"                                                                   | Cho Yoon-kyung, Didrik Thott | Hayden Bell, Christian Fast, Henrik Nordenback                                                               | 3:07                        |
| 10.                         | "Heart Attack"                                                            | Misfit                       | MGI, GoodWill                                                                                                | 3:39                        |
| 11.                         | "Peter Pan" (피터팬)                                                      | Hong Ji-yu                   | Kibwe Luke, Ryan S. Jhun, Denzil Remedios                                                                    | 3:56                        |
| 12.                         | "Baby"                                                                    | Kenzie                       | Kim Jung-bae, Kenzie                                                                                         | 4:00                        |
| 13.                         | "My Lady"                                                                 | Kim Boo-min                  | Hitchhiker                                                                                                   | 3:33                        |
| 14.                         | "Growl" (으르렁; phiên bản Exo-K)                                         | Seo Ji-eum                   | Hyuk Shin (Joombas), DK, Jordan Kyle, Jason Jonathan, John Major, Jarah Gibson                               | 3:27                        |
| Tổng thời lượng:            | Tổng thời lượng:                                                          | Tổng thời lượng:             | Tổng thời lượng:                                                                                             | 53:37                       |

| Growl – Phiên bản tiếng Trung | Growl – Phiên bản tiếng Trung   | Growl – Phiên bản tiếng Trung | Growl – Phiên bản tiếng Trung                                                                                | Growl – Phiên bản tiếng Trung |
| STT                           | Nhan đề                         | Phổ lời                       | Phổ nhạc | Thời lượng                    |
| ----------------------------- | ------------------------------- | ----------------------------- | --- | ----------------------------- |
| 1.                            | "Growl" (咆哮)                  | Wang Yajun                    | Hyuk Shin (Joombas), DK, Jordan Kyle, Jason Jonathan, John Major, Jarah Gibson                               | 3:27                          |
| 2.                            | "Wolf" (狼与美女)               | Zhou Weijie                   | Kenzie, Will Simms, Nermin Harambašić                                                                        | 3:52                          |
| 3.                            | "XOXO"                          | Lin Xinye                     | Steven Lee, Goldfingerz, Jimmy Richard                                                                       | 3:06                          |
| 4.                            | "Lucky"                         | Liu Yuan                      | E.One | 3:23                          |
| 5.                            | "Baby Don't Cry" (人鱼的眼泪)   | Wang Yajun                    | Kim Tae-sung, Im Kwang-wook, Andrew Choi, Kalle Engstrom                                                     | 3:55                          |
| 6.                            | "Black Pearl"                   | Liu Yuan                      | DK, 2xxx!, JJ Evans, Hyuk Shin (Joombas), Deanfluenza, Jasmine Kearse, Brittani Marthena White               | 3:08                          |
| 7.                            | "Don't Go" (蝴蝶少女)           | Wang Yajun                    | DK, Hyuk Shin (Joombas), John Major, Jordan Kyle, Jeffrey Patrick Lewis                                      | 3:36                          |
| 8.                            | "Let Out the Beast"             | T-Crash                       | Jay J. Kim, Robert Peters, Spencer Yaras, Taeko Carroll, Charles Wiggins, Chris Lightbody, Robert Steinmille | 3:27                          |
| 9.                            | "3.6.5"                         | Wang Yajun                    | Hayden Bell, Christian Fast, Henrik Nordenback                                                               | 3:07                          |
| 10.                           | "Heart Attack"                  | Wang Yajun                    | MGI, GoodWill                                                                                                | 3:39                          |
| 11.                           | "Peter Pan" (彼得潘)            | Liu Yuan                      | Kibwe Luke, Ryan S. Jhun, Denzil Remedios                                                                    | 3:56                          |
| 12.                           | "Baby" (第一步)                 | Liu Yuan                      | Kim Jung-bae, Kenzie                                                                                         | 4:00                          |
| 13.                           | "My Lady"                       | Liu Yuan                      | Hitchhiker                                                                                                   | 3:33                          |
| 14.                           | "Growl" (咆哮; phiên bản Exo-M) | Wang Yajun                    | Hyuk Shin (Joombas), DK, Jordan Kyle, Jason Jonathan, John Major, Jarah Gibson                               | 3:27                          |
| Tổng thời lượng:              | Tổng thời lượng:                | Tổng thời lượng:              | Tổng thời lượng:                                                                                             | 53:37                         |

## Bảng xếp hạng
Từng phiên bản
| Bảng xếp hạng                             | Thứ hạng cao nhất   | Thứ hạng cao nhất     | Thứ hạng cao nhất   | Thứ hạng cao nhất     |
| Bảng xếp hạng                             | XOXO                | XOXO                  | Growl               | Growl                 |
| Bảng xếp hạng                             | Phiên bản tiếng Hàn | Phiên bản tiếng Trung | Phiên bản tiếng Hàn | Phiên bản tiếng Trung |
| ----------------------------------------- | ------------------- | --------------------- | ------------------- | --------------------- |
| South Korea Gaon Weekly Albums Chart      | 1                   | 2                     | 1                   | 2                     |
| South Korea Gaon Monthly Albums Chart     | 1                   | 2                     | 1                   | 2                     |
| South Korea Gaon 2013 Yearly Albums Chart | 3                   | 6                     | 1                   | 7                     |
| South Korea Gaon 2014 Yearly Albums Chart | 53                  | 83                    | 15                  | 67                    |
| South Korea Gaon 2015 Yearly Albums Chart | —                   | —                     | 71                  | —                     |
| Japan Oricon Weekly Albums Chart          | 9                   | 18                    | —                   | —                     |
| Japan Oricon Monthly Albums Chart         | 18                  | 36                    | —                   | —                     |

Cả hai phiên bản
| Bảng xếp hạng                | Thứ hạng cao nhất                  | Thứ hạng cao nhất |
| ---------------------------- | ---------------------------------- | ----------------- |
| Bảng xếp hạng                | Billboard Heatseekers Albums Chart | 23                |
| Billboard World Albums Chart | 1                                  |                   |

## Doanh số
| Bảng xếp hạng     | Doanh số            | Doanh số              | Doanh số            | Doanh số              |
| Bảng xếp hạng     | XOXO                | XOXO                  | Growl               | Growl                 |
| Bảng xếp hạng     | Phiên bản tiếng Hàn | Phiên bản tiếng Trung | Phiên bản tiếng Hàn | Phiên bản tiếng Trung |
| ----------------- | ------------------- | --------------------- | ------------------- | --------------------- |
| Hàn Quốc (Gaon)   | 308.298             | 224.373               | 458.306             | 234.764               |
| Nhật Bản (Oricon) | 62.000              | 28.000                | —                   | —                     |

## Lịch sử phát hành
| Phiên bản | Khu vực           | Ngày                | Định dạng           | Hãng đĩa                   | Danh mục     |
| --------- | ----------------- | ------------------- | ------------------- | -------------------------- | ------------ |
| XOXO      | Toàn cầu/Hàn Quốc | 3 tháng 6 năm 2013  | CD, tải kỹ thuật số | SM Entertainment, KT Music | SMK0242      |
| XOXO      | Toàn cầu/Hàn Quốc | 3 tháng 6 năm 2013  | CD, tải kỹ thuật số | SM Entertainment, KT Music | SMK0243      |
| XOXO      | Đài Loan          | 19 tháng 7 năm 2013 | CD, tải kỹ thuật số | Avex                       | AVKCD80280/A |
| XOXO      | Đài Loan          | 19 tháng 7 năm 2013 | CD, tải kỹ thuật số | Avex                       | AVKCD80280/B |
| XOXO      | Philippines       | 27 tháng 7 năm 2013 | CD, tải kỹ thuật số | Universal Records          | SMK0242      |
| XOXO      | Philippines       | 27 tháng 7 năm 2013 | CD, tải kỹ thuật số | Universal Records          | SMK0243      |
| XOXO      | Thái Lan          | 12 tháng 8 năm 2013 | CD, tải kỹ thuật số | SM True                    |              |
| Growl     | Toàn cầu/Hàn Quốc | 5 tháng 8 năm 2013  | CD, tải kỹ thuật số | SM Entertainment, KT Music | SMK0275      |
| Growl     | Toàn cầu/Hàn Quốc | 5 tháng 8 năm 2013  | CD, tải kỹ thuật số | SM Entertainment, KT Music | SMK0276      |
| Growl     | Đài Loan          | 13 tháng 9 năm 2013 | CD, tải kỹ thuật số | Avex Taiwan                | AVKCD80280/C |
| Growl     | Đài Loan          | 13 tháng 9 năm 2013 | CD, tải kỹ thuật số | Avex Taiwan                | AVKCD80280/D |
| Growl     | Philippines       | 9 tháng 11 năm 2013 | CD, tải kỹ thuật số | Universal Records          |              |